# Libertad (Santiago del Estero)
Libertad es una localidad argentina ubicada en el departamento Moreno de la provincia de Santiago del Estero. Se halla sobre la ruta provincial 103, la cual constituye su principal vía de comunicación vinculándola al norte con Lilo Viejo y al sur con El Crucero.
El agua llega a través de un canal a cielo abierto proveniente del río Salado.

## Población
Cuenta con 153 habitantes (Indec, 2010), lo que representa un incremento del 107% frente a los 74 habitantes (Indec, 2001) del censo anterior.
| Gráfica de evolución demográfica de Libertad entre 1991 y 2010 |
|                                                                |
| Fuente: Censos nacionales del INDEC                            |